# Crocidura elgonius
Crocidura elgonius — вид ссавців родини Soricidae. Зустрічається в Кенії і Танзанії. Його природне місце проживання — субтропічні або тропічні вологі гірські ліси.